# LV-4055
La LV-4055 és una carretera de la Xarxa de Carreteres del Pirineu gestionada per la Generalitat de Catalunya i la Diputació de Lleida.
La LV-4055 és una carretera antigament anomenada veïnal, actualment gestionada per la Generalitat de Catalunya. La L correspon a la demarcació provincial de Lleida, i la V a la seva antiga consideració de veïnal.

## Recorregut
És una carretera de la Xarxa Local de Catalunya que transcorre íntegrament per la comarca de La Cerdanya, que té l'origen a Martinet, a la N-260 i acaba al municipi de Montellà. Un cop acaba la LV-4055 pots continuar pel Camí de Montellà que duu, fins a Ridolaina primer i fins a Santa Eugènia de Nerellà i Olià més enllà. En aquesta segona ruta pots visitar l'Església de Santa Eugènia de Nerellà a Santa Eugènia i gaudir dels bonics paisatges del Parc Natural del Cadí-Moxeró.